# Häkelschwein

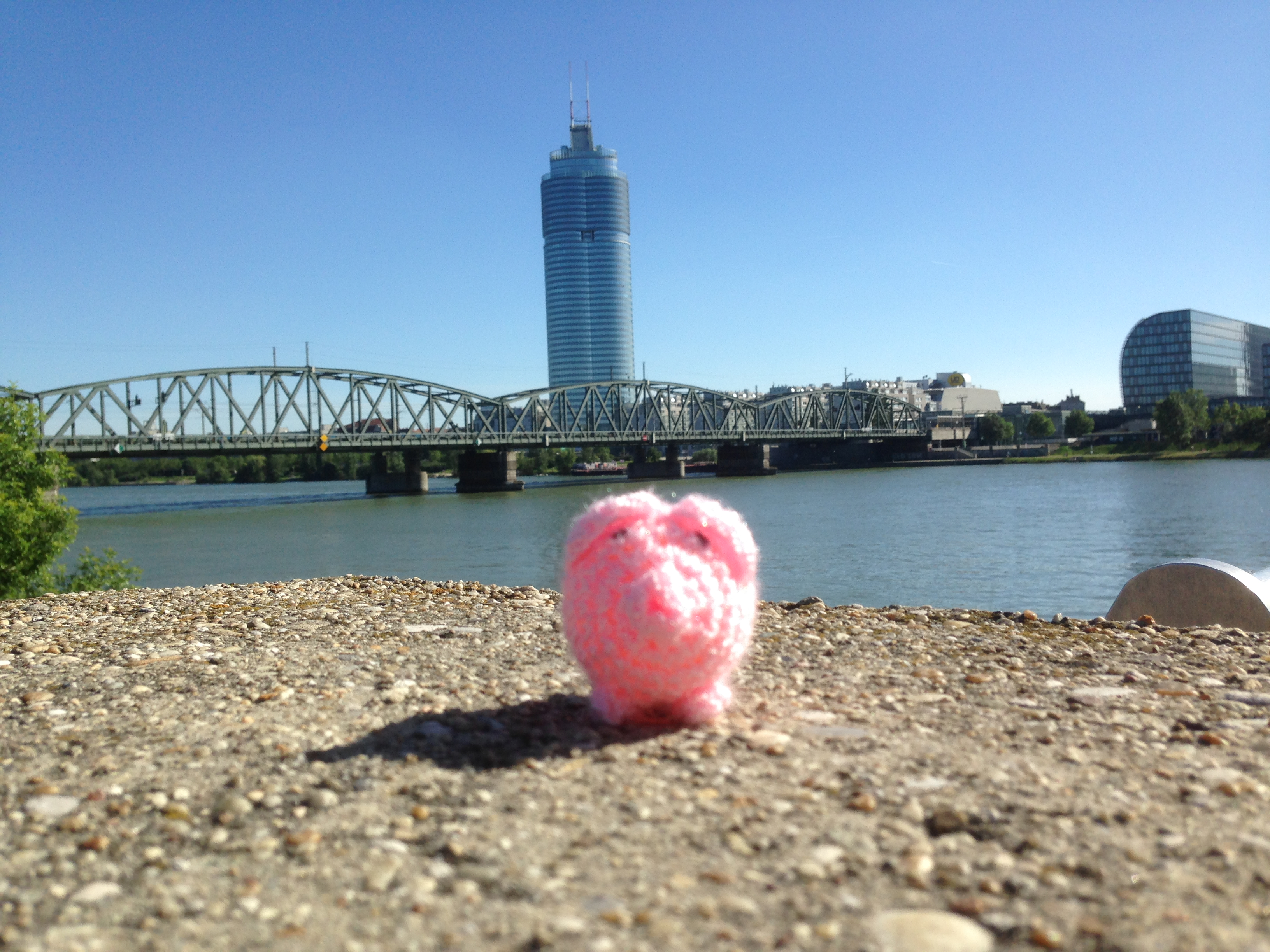
„Das Häkelschwein an der Donau“, ein typisches Häkelschwein-Foto

Ein Häkelschwein (oft auch Haekelschwein) ist ein ca. sieben mal vier Zentimeter großes gehäkeltes Stofftier in Form eines Hausschweins, das sich Anfang der 2010er Jahre zu einem Internet-Phänomen entwickelt hat.

## Hintergrund
2002 startete der Göttinger Michael Budde einen Onlineshop, der ein vermeintliches Universalgerät in Form eines kleinen, gehäkelten Stoffschweines anbietet. Das als Satire gedachte Projekt schrieb dem Schwein zahlreiche Anwendungsmöglichkeiten zu, so etwa die Verwendung als Telefonfilter, Geschirrspülmittel, Energiesparlampe, Lügendetektor oder Chemiebaukasten. Ferner wird auf die angeblich jahrtausendealte Geschichte des Häkelschweins verwiesen. Es soll etwa bereits von den Neandertalern zur Jagd eingesetzt worden sein.
Hergestellt wurden sämtliche Schweine von Buddes Großmutter Frieda (1915–2014). Ihr Enkel schenkte ihr 2002 ein gehäkeltes Schwein, das er auf einem Basar erstanden hatte. Frieda Budde fand daran Gefallen, befand die Ausführung allerdings für verbesserungswürdig. Seither widmete sie sich der Produktion eines schöner proportionierten Stofftieres. Die Herstellungszeit eines Schweines beläuft sich auf ca. eine Stunde. Bis 2013 betrug die Zahl der produzierten Exemplare ca. 15.000.
2008 publizierte Budde die Beschreibungen der Anwendungsgebiete (genannt „Spots“) als Buch.

## Internetresonanz

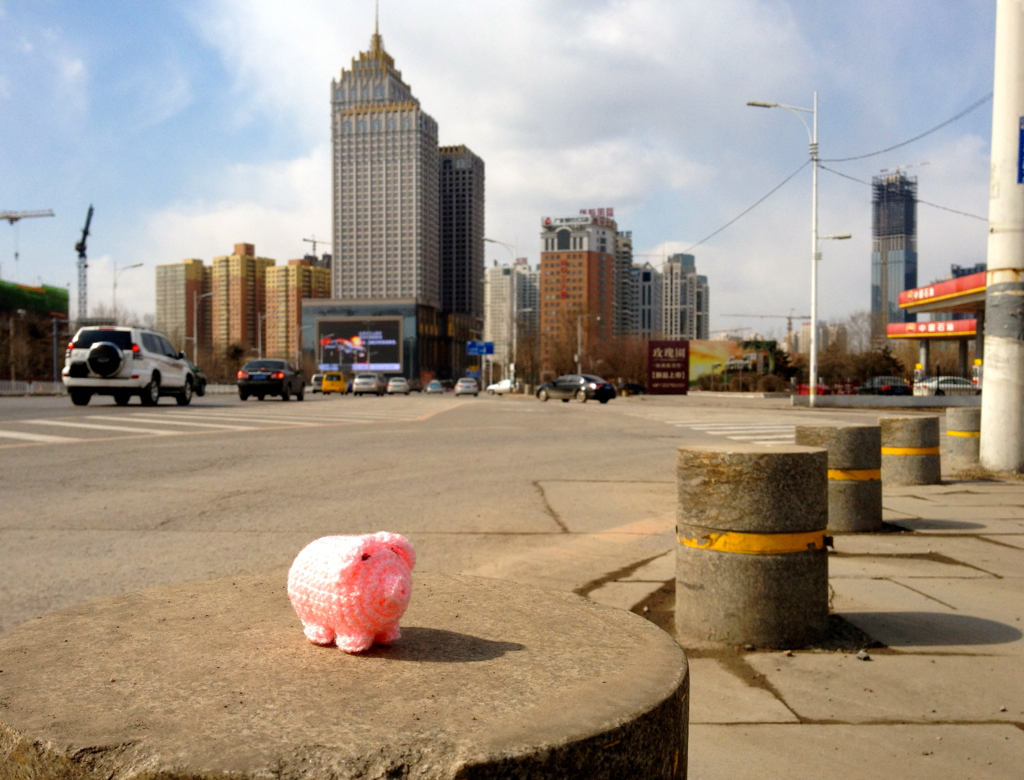
Das Häkelschwein in Shenyang, China

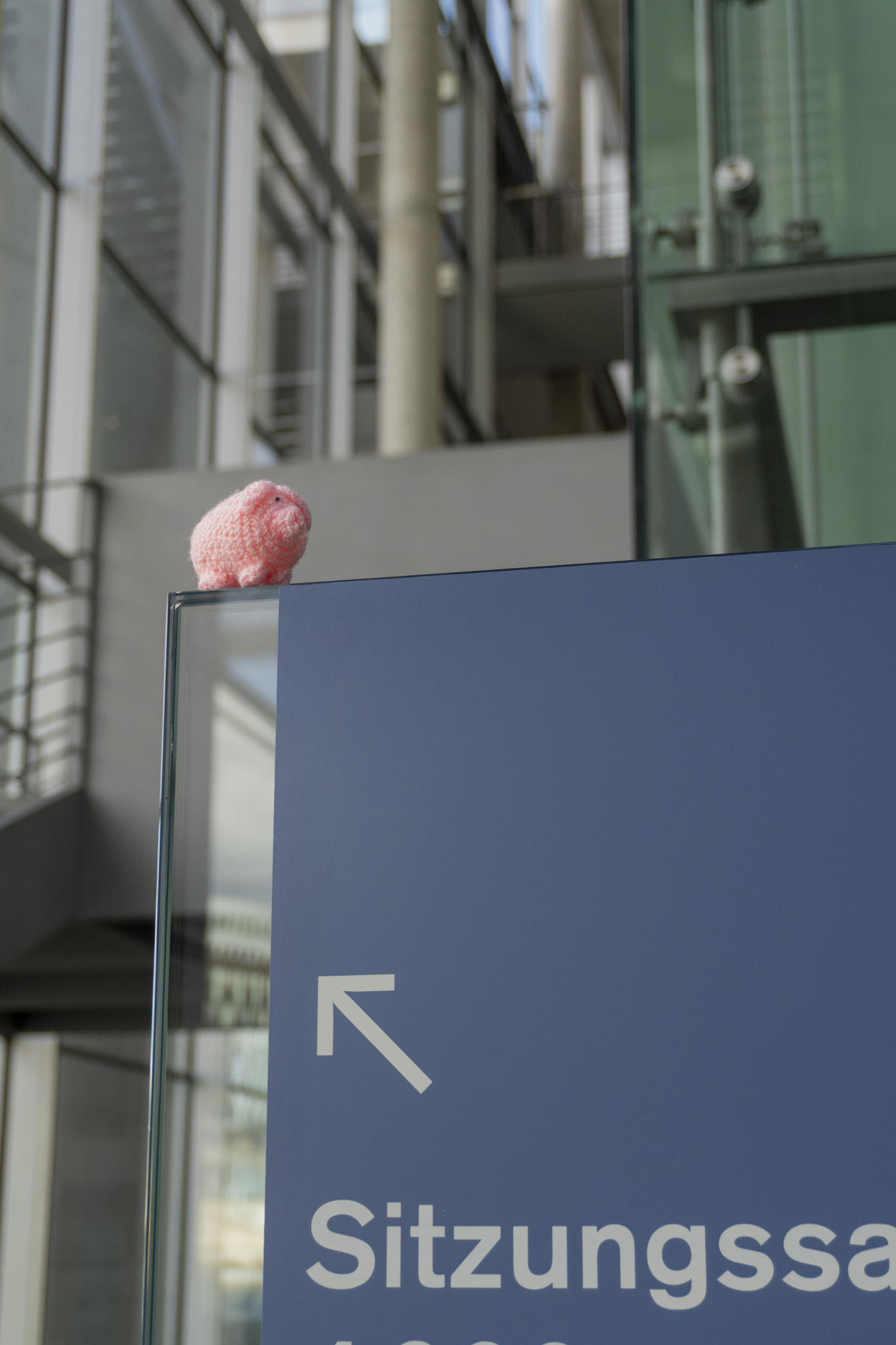
Das Häkelschwein im Paul-Löbe-Haus des Deutschen Bundestages

2009 registrierte Budde auf der Internetplattform Twitter den Benutzernamen @haekelschwein und ist dort als Herr haekelschwein aktiv. Seit er dazu aufgerufen hat, das Schwein herumzutragen, es zu fotografieren und ihm die Bilder zu schicken, entwickelte es sich zu einem Internet-Phänomen. Besitzer fotografieren das Kunstobjekt vor Landschaften und Sehenswürdigkeiten auf der ganzen Welt, posten die Bilder auf sozialen Netzwerken (vor allem Twitter) und berichten so von den Abenteuern des Häkelschweins. Seit 2010 erscheint jährlich ein Kalender der besten Häkelschwein-Fotos.
Herr haekelschwein verfasste 2010 den Tweet: „Fürs Internet sollte das Baumhaus-Prinzip gelten: Wer zu alt ist, um ohne Hilfe reinzukommen, soll uns darin auch keine Vorschriften machen.“ der in Folge einer öffentlichen Abstimmung vom Twitter-Kritikportal twitkrit.de zum Tweet des Jahres 2010 gekürt wurde.
2011 brachte Anke Domscheit-Berg das Schwein in Talkshows wie Anne Will und Günther Jauch. Im selben Jahr zeigte sich der CDU-Politiker Peter Altmaier auf einer Diskussionsrunde über Netzpolitik mit einem Häkelschwein in der Hand. Tim Pritlove demonstrierte für den Raumzeit-Podcast der ESA im Rahmen des 18. Parabelfluges des Deutschen Zentrums für Luft und Raumfahrt ein Häkelschwein in Schwerelosigkeit.
Jährlich rief Budde im Vorfeld des Geburtstages seiner Großmutter (der Häkeloma) dazu auf, ihr Postkarten der Wohnorte von Häkelschwein-Besitzern zukommen zu lassen. Dem Aufruf folgten Hunderte Menschen auf der ganzen Welt.
Das Häkelschwein galt als ein Vorzeigebeispiel für erfolgreiches Online-Marketing.